# Johannes Steinmetz
Johannes Steinmetz (* im 18. Jahrhundert; † 11. August 1830 in Freienhagen) war ein deutscher Bürgermeister und Politiker.

## Leben
Steinmetz war von 1819 bis Herbst 1823 Bürgermeister der Stadt Freienhagen. Als solcher war er vom 2. Juli 1819 bis zum 20. Oktober 1823 Mitglied des Landstandes des Fürstentums Waldeck.
Er war evangelisch und heiratete am 28. Januar 1791 in Freienhagen in erster Ehe Maria Margarethe Weishaupt († 12. Januar 1829 in Freienhagen („alt gegen 70 Jahre“)). Am 8. Juni 1829 heiratete er in zweiter Ehe in Freienhagen Marie Dorothea Friederike Thiele (* 1. August 1805 in Freienhagen; † 28. Januar 1835 ebenda), die Tochter des Landwirts in Pfennigmeisters Johannes Jacob Thiele und der Dorothea Sophia Henriette Höltzer.
Söhne lebte als Landwirt in Sachsenhausen. Dort war er bis 1823 Pfennigmeister und von Herbst 1823 bis Herbst 1824 Bürgermeister. Als solcher war er vom 4. Oktober 1823 bis (Herbst) 1824 Mitglied des Landstandes des Fürstentums Waldeck.